# Список дипломатических миссий Дании

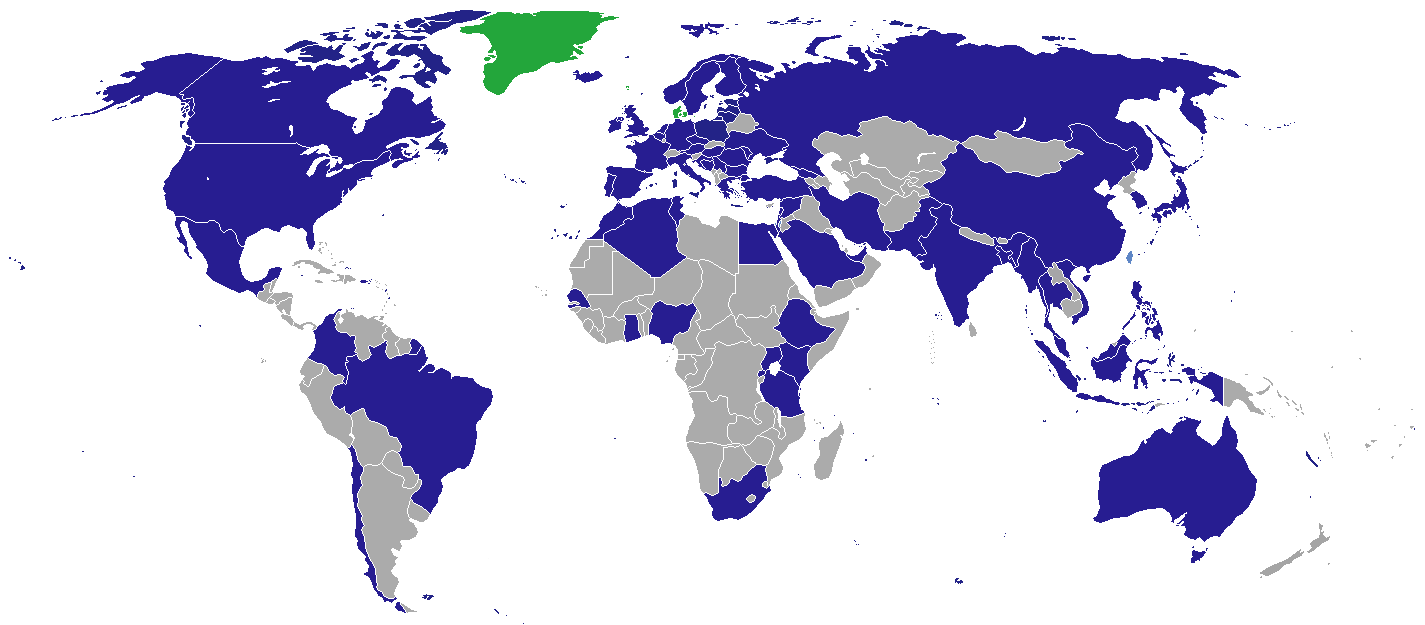

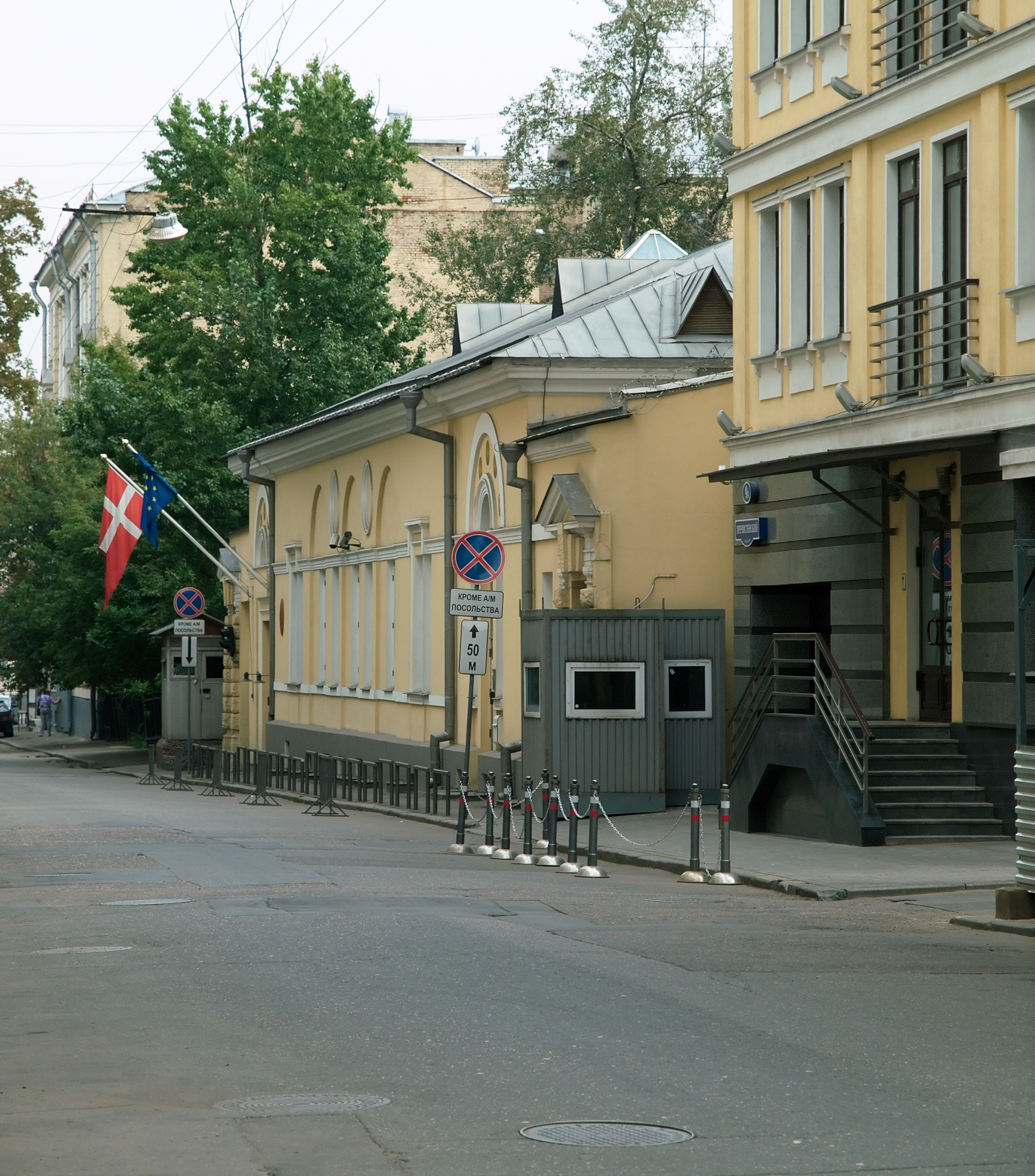
Посольство Дании в Москве

Список дипломатических миссий Дании — в настоящее время Дания располагает посольствами в 77 государствах.

## Европа

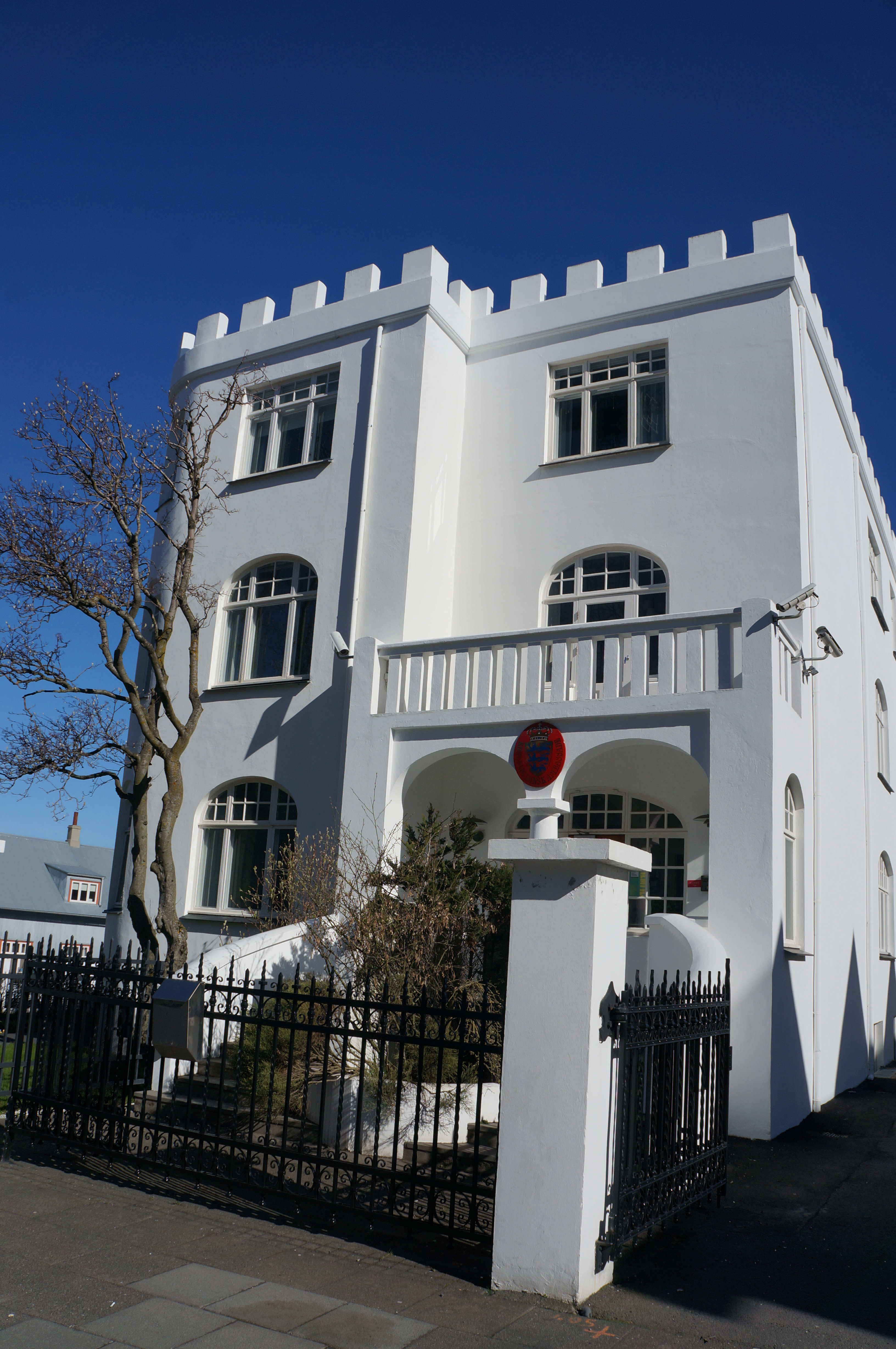
Посольство в Исландии

- Албания, Тирана (посольство)
- Австрия, Вена (посольство)
- Бельгия, Брюссель (посольство)
- Болгария, София (посольство)
- Хорватия, Загреб (посольство)
- Кипр, Никосия (посольство)
- Чехия, Прага (посольство)
- Эстония, Таллин (посольство)
- Финляндия, Хельсинки (посольство)
- Франция, Париж (посольство)
- Германия, Берлин (посольство)
  - Фленсбург (генеральное консульство)
  - Гамбург (генеральное консульство)
- Греция, Афины (посольство)
- Венгрия, Будапешт (посольство)
- Исландия, Рейкьявик (посольство)
- Ирландия, Дублин (посольство)
- Италия, Рим (посольство)
- Латвия, Рига (посольство)
- Литва, Вильнюс (посольство)
- Люксембург, Люксембург (посольство)
- Нидерланды, Гаага (посольство)
- Норвегия, Осло (посольство)
- Польша, Варшава (посольство)
- Португалия, Лиссабон (посольство)
- Румыния, Бухарест (посольство)
- Россия, Москва (посольство)
  - Санкт-Петербург (генеральное консульство)
- Сербия, Белград (посольство)
- Словакия, Братислава (посольство)
- Словения, Любляна (посольство)
- Испания, Мадрид (посольство)
- Швеция, Стокгольм (посольство)
- Швейцария, Берн (посольство)
- Украина, Киев (посольство)
- Великобритания, Лондон (посольство)

## Северная Америка
- Канада, Оттава (посольство)
- Мексика, Мехико (посольство)
- Никарагуа, Манагуа (посольство)
- США, Вашингтон (посольство)
  - Чикаго (генеральное консульство)
  - Нью-Йорк (генеральное консульство)

## Южная Америка
- Аргентина, Буэнос-Айрес (посольство)
- Боливия, Ла-Пас (посольство)
- Бразилия, Бразилиа
  - Сан-Паулу (генеральное консульство)
- Чили, Сантьяго (посольство)

## Ближний и Средний Восток
- Иран, Тегеран (посольство)
- Ирак, Багдад (посольство)
- Израиль, Тель-Авив (посольство)
- Ливан, Бейрут (посольство)
- Государство Палестина, Рамаллах (представительство)
- Саудовская Аравия, Эр-Рияд (посольство)
- Сирия, Дамаск (посольство)
- Турция, Анкара (посольство)
- ОАЭ, Абу-Даби (посольство)

## Африка
- Бенин, Котону (посольство)
- Буркина-Фасо, Уагадугу (посольство)
- Египет, Каир (посольство)
- Эфиопия, Аддис-Абеба (посольство)
- Гана, Аккра (посольство)
- Кения, Найроби (посольство)
- Мали, Бамако (посольство)
- Марокко, Рабат (посольство)
- Мозамбик, мапуту (посольство)
- ЮАР, Претория (посольство)
- Танзания, Дар-эс-Салам (посольство)
- Уганда, Кампала (посольство)
- Замбия, Лусака (посольство)

## Азия
- Афганистан, Кабул (посольство)
- Бангладеш, Дакка (посольство)
- Бутан, Тхимпху (представительство)
- Камбоджа, Пном-Пень (представительство)
- Китай, Пекин (посольство)
  - Гуанчжоу (генеральное консульство)
  - Гонконг (генеральное консульство)
  - Шанхай (генеральное консульство)
- Индия, Нью-Дели (посольство)
- Индонезия, Джакарта (посольство)
- Япония, Токио (посольство)
- Казахстан, Алматы (торговая миссия)
- Южная Корея, Сеул (посольство)
- Малайзия, Куала-Лумпур (посольство)
- Непал, Катманду (посольство)
- Пакистан, Исламабад (посольство)
- Сингапур (посольство)
- Тайвань, Тайбэй (торговая миссия)
- Таиланд, Бангкок (посольство)
- Вьетнам, Ханой (посольство)

## Океания
- Австралия, Канберра (посольство для Австралии, Новой Зеландии и Фиджи)
  - Сидней (генеральное консульство)
- Окленд (консульство)

## Международные организации
- Страсбург (постоянная миссия при Совете Европы)
- Брюссель (постоянные миссии при ЕС и NATO)
- Женева (постоянные миссии при учреждениях ООН)
- Нью-Йорк (постоянная миссия при ООН)